# カタール国立博物館
カタール国立博物館（カタールこくりつはくぶつかん、National Museum of Qatar）は、カタールの首都ドーハに所在する国立博物館。2019年3月28日にオープン。

## 概要
カタール国立博物館は1972年ハリーファ・ビン・ハマド・アール＝サーニー首長が就任を受け、国立博物館計画をスタート。1975年6月23日、旧アミーリ宮殿跡地にオープンした。1980年にはアーガー・ハーン建築賞を受賞したこともあった。しかし建築の老朽化などで2015年に閉館。
新館は国際建築設計競技で決定。フランスの建築家ジャン・ヌーヴェルの設計案が採用された。当初は2016年完成を目指していたが、建設の遅れなどから完成が2019年3月に延期された。同月27日に落成式が行われ、ド派手な花火で祝った。